# Manoir de Pen Mané
Le manoir de Pen Mané est un édifice situé à Pont-Scorff, en France.

## Situation
Le manoir est situé sur le territoire de la commune de Pont-Scorff, au lieu-dit Pen Mané, dans le département du Morbihan, en région Bretagne.

## Description
Le manoir date du XVIe siècle, il est d'un type classique de plan massé et comporte une pièce par étage ; les cheminées étaient superposées sur le pignon ouest, d'où l'épaisseur de la souche. Dans la salle du rez-de-chaussée deux portes percées sur le mur postérieur donnent, l'une dans la tour d'escalier qui dessert l'étage et le comble, la seconde dans l'appentis. Un placard mural en plein cintre est installé dans le mur nord. Édifice à un étage carré en moellons de granite. Toiture  à longs pans recouverte d'ardoises, pignon découvert. Escalier demi-hors-œuvre : escalier à vis sans jour en maçonnerie .

## Histoire
Le manoir est attesté dans les textes en 1448 comme appartenant à Allain Jubin. La façade de l'édifice actuel est très remaniée, les ouvertures sud ont été entièrement refaites vers 1930 et le mur surélevé. Plusieurs éléments de la deuxième moitié du XVIe siècle sont conservés : le pignon ouest auquel s'appuie une cheminée monumentale, un placard mural et la tourelle d'escalier sur l'élévation postérieure. Il est possible que ce manoir ait été ensuite reconstruit : une parcelle enclose de murs abritant un bâtiment à tourelle postérieure figure au nord du manoir sur le plan cadastral de 1818 (parcelle 1221) ainsi que sur l'actuel : ce bâtiment est aujourd'hui transformé ou reconstruit.
Il est inscrit à l'inventaire général du patrimoine culturel.